# 國防部軍事情報局
國防部軍事情報局（簡稱軍情局）是直屬中華民國國防部參謀本部的軍事情報機構。主要任務為收集關於中國大陸在政治與軍事的活動，也是中華民國唯一的諜報行動單位。

## 歷史

### 前身
國防部軍事情報局之前身可追溯至1927年由戴笠成立的「國民革命軍總司令部密查組」，爾後歷經演變，1937年升格為國民政府軍事委員會調查統計局（簡稱為「軍統局」、「軍統」），1946年又改組為國防部保密局，1955年3月再改組為國防部情報局:481。

### 兩蔣時期
1950年代期間，此時的國防部保密局（1955年改組為「國防部情報局」）帶有中國國民黨組織的特務色彩，策劃了幾件暗殺中國共產黨政要的計畫。譬如1955年4月，國防部情報局長毛人鳳主導意圖暗殺周恩來的克什米爾公主號爆炸事件，但沒有成功。事後國防部情報局全盤否認參與策劃，直到40年過後當年參與爆炸案的國民黨籍退役少將谷正文才在中國時報上承認，該事件系由台灣特務買通香港啟德機場的清潔工安放炸彈。
1955年5月起，毛人鳳接辦由蔣經國政工系統舉發的孫立人兵變案，先後牽連300餘人被誣為匪諜，成為臺灣白色恐怖時期的政治迫害事件；孫立人上將則被軟禁33年，至1988年蔣經國逝世後才獲釋。
1950年代中期後，國防部情報局通過空投或其他迂迴方式派遣特工潛入中國大陸從事滲透工作，並在沿海地區活動。1964年10月，中國大陸首次試爆核彈後，國防部情報局立即派遣多名特工從香港潛入中國大陸，展開名為「神斧行動」的任務，收集原子彈相關機密。
1980年代後，兩岸開放交流。軍情局適時改變策略，不再以暗殺為工作重心，而是轉為心戰、策反、煽動。光在1985年，中國大陸截獲臺灣情報部門從香港、日本、美國寄到各大院校宣傳品多達600多件。
1984年10月，發生江南案。華裔作家劉宜良在美國被情報局特訓並派遣的黑道領袖陳啟禮率員殺害，經聯邦調查局破案後，造成美國輿論的衝擊。蔣經國迫於美國政府與輿論壓力，隔年便將國防部情報局與國防部特種情報室合併，並歸屬參謀本部管轄，也就是現在的國防部軍事情報局。軍情局從此由國安系統指揮。

### 台海飛彈危機
1995年至1996年爆發台灣海峽飛彈危機，中國人民解放軍大規模在台灣海峽實施軍事演習，軍情局在幕後進行情蒐工作。然而，李登輝在總統選舉造勢場合上說，解放軍的飛彈不是實彈，是「空包彈、啞巴彈」，「是在作秀」。這引起中國大陸國家安全部門注意到有間諜，造成提供內幕消息的解放軍高級將官等人被抓獲。「少康專案」因此曝光，邵正宗和劉連昆都被證實由軍情局先後策反。

### 烏克蘭
軍情局局長殷宗文曾突破俄羅斯的國際情報網路，在1996年初派4名飛行員到烏克蘭試乘蘇愷-27戰機。《漢和情報評論》報導指出，中華民國空軍曾派出飛行員到基輔試飛蘇27SK外，並在戰術訓練得到烏克蘭專家的一些協助，並試圖獲得二手戰機的維修配件資訊。因台灣急於獲取中國人民解放軍大批進口的蘇-27SK的性能參數，導致兩岸在烏克蘭爆發激烈的軍事情報戰。軍情局對相關報導拒絕發表評論。

### 2004年以後
陳水扁政府為推動公投，在公開場合透露解放軍對臺灣飛彈的精確數量，其中在江西樂平、江西贛縣和廣東梅州各布署96枚，福建永安144枚，福建仙遊64枚，且數量不斷增加。如此精確的情報立刻引起中國大陸國家安全部門的警覺，於是他們很快逮獲了一批行跡詭異的台商。半個月的時間，中國大陸國家安全部門就逮捕了36名涉案間諜，另一名解放軍少將劉廣智也因此被捕，這被視為中共建政以來最嚴重的間諜案，軍情局布署的間諜網因而被幾乎清空。
2013年，配合精粹案，軍情局的情報業務轉為參謀本部督導。

## 任務
國防部軍事情報局的任務主要是收集中國大陸的政治、軍事情報，甚至在必要時可策劃破壞、暗殺、心戰等諜報行動。此外，軍情局的特別任務還包括：適時建立敵後武力，對中國人民解放軍進行策反和心理戰。目前，軍情局仍是主要對中國大陸情報的首要部門，不過有時仍會對其他國家進行諜報行動。

## 訓練
軍情局通過對外招募並節選合適的情報人員，班隊每年開班一次，每期則約120人左右，課程分為「基礎」和「專精」項目。專精訓練包括情報蒐集、檔案製作、化裝變身等特殊諜戰技術，受訓學員一律使用假名，另外還要接受格鬥、射擊、跳傘、無線電通信、密寫、密碼破譯等訓練。
訓練完成後情報員不直接派赴海外，而是由軍情局派赴外縣市進行身分染色，人員訓練必須在台灣或周遭國家進行，而且外派情報員會先作身分掩護的準備，以就學或家族經商的名義改變身分。作為秘密情報機構，軍情局不會公開披露有關情報行動的資訊。
軍情局在早期較能發揮作用，因為兩岸沒有接觸往來，蒐集書報及中國共產黨的內部文件還有一定的價值。改革開放後，資訊取得變得容易。反而關鍵資訊比之前更難蒐集。

## 單位架構
軍情局原本設有7個處、一個情報研究中心和秘密交通中心：
- 第一處：規劃總體情報作戰計畫。
- 第二處：情報研整與指導。
- 第三處：主管臺灣海外地區基地的發展、人事、作為、指導等。
- 第四處：敵後情報發展和派遣。
- 第五處：主管敵後武力組織及發展。
- 第六處：主管心戰策反及謀略。
- 第七處：主管電波偵測、通訊截聽、破解密碼。
- 交通中心：主管與敵後及海外基地的聯絡事項、包括聯絡辦法指定、通訊材料送達、情報人員進出等。
- 情報研究中心：專責技術情報分析。

### 2020年重組
2020年後，軍情局為了防範滲透並設立情報斷點，編制改為5處。架構如下：
- 第一處：东北亚事務。
- 第二處：东南亚事務。
- 第三處：台灣本島及外島。
- 第四處：歐美澳事務。
- 第五處：情報研析，也是最大的分處。

## 爭議

### 局長羅德民相關事件
曾任軍情局局長的羅德民中將於2021年遭指控考選舞弊，事後國防部調查後表示「無涉行政違失」。但監察院於2022年提出調查報告，指出羅德民於2020年幫助台灣道教總會理事長謝榮壽之女兒報考當年度志願役專業預備軍官班，羅德民指定兩位林姓上校軍官輔導謝姓女子；羅德民與兩位上校曾多次在日式餐廳和謝榮壽飲宴，更在考試當天臨時提高謝姓女子的口試分數。謝姓女子於2019年自某大學日本語文學系畢業，其大陸問題與兩岸關係研究測驗為84分；但監察院約談時以簡易兩岸時事問題測驗謝女7題，謝女沒有答對一題。而其中一位林姓上校是女性，曾留學英國。監察院指出，羅德民損及軍情局聲譽，破壞國家考試公信力甚巨，故對軍情局提出糾正。
羅德民也曾遭到指控：赴美國進行情報交流時攜其妻子前往，並任意攜帶妻子及兒子進入軍情局裡；購買價值新台幣萬元的S智慧腕錶做為贈禮給美國官員，但由於這款錶具有追蹤定位功能而遭到婉拒；花費公帑購買多項健身器材置於辦公室；將道士帶到辦公室看風水，花費公帑新台幣十萬元把辦公桌椅、家具甚至地毯全部翻新。

### 2023年造假案
2023年6月端午節前夕，臺灣士林地方檢察署指揮法務部調查局國家安全維護處搜索軍情局，調查軍情局三名軍官情報造假以獲取獎金。2023年10月17日，國防部部長邱國正就此案在立法院院會指出，涉案人員依法究辦，不會從輕辦理。2023年11月7日，女上校蘇永玲、男中校蘇薪名涉嫌虛構中國情報人員，詐領「布建情報獎金」超過新臺幣1000萬元；士林地檢署依違反《貪汙治罪條例》等罪嫌起訴兩人，並請求臺灣士林地方法院沒收犯罪所得。士林地院於2024年2月29日一審宣判，蘇永玲有期徒刑7年、褫奪公權6年，蘇薪名有期徒刑6年、褫奪公權5年，沒收不法所得。士檢另查出，蘇薪名以相同手法，夥同女上校江芳瑜、男中校徐之心等人詐領獎金，不法所得約新臺幣1640萬餘元；依《貪汙治罪條例》「公務員利用職務上機會詐取財物」、《中華民國刑法》偽造文書、洗錢等罪嫌起訴3人。 士林地院2024年6月25日宣判，蘇薪名等人犯《貪汙治罪條例》「利用職務機會詐取財物罪」等罪；女上校江芳瑜，共同犯利用職務機會詐取財物罪，判處有期徒刑5年11月、褫奪公權5年，扣案新臺幣569萬餘元沒收；男中校徐之心，共同犯利用職務機會詐取財物罪，判處有期徒刑2年8月、褫奪公權2年。
第一案上訴，台灣高等法院2024年8月29日宣判，撤銷原判決，依現役軍人共同犯利用職務機會詐取財物罪改判：蘇永玲有期徒刑3年2月、褫奪公權3年，沒收新臺幣85萬945元犯罪所得；蘇薪名有期徒刑5年、褫奪公權5年，沒收新臺幣1014萬4724元犯罪所得。案經再上訴三審，2025年2月21日，最高法院宣判，駁回上訴，維持二審判決定讞。
第二案上訴，台灣高等法院2024年11月1日宣判，依公務員利用職務機會詐取財物等罪將江芳瑜處有期徒刑4年8月、褫奪公權4年，徐之心處有期徒刑2年、緩刑5年、褫奪公權3年，蘇薪名處有期徒刑6年4月、褫奪公權4年。

## 外部連結
- （繁體中文）國防部軍事情報局庫存頁面